# Astragalus pelecinus
Astragalus pelecinus är en ärtväxtart som först beskrevs av Carl von Linné, och fick sitt nu gällande namn av Rupert Charles Barneby. Astragalus pelecinus ingår i släktet vedlar, och familjen ärtväxter.
Blommorna är blå eller blekt gula med blå ände.

## Underarter
Arten delas in i följande underarter:
- A. p. leiocarpus
- A. p. pelecinus

## Bildgalleri

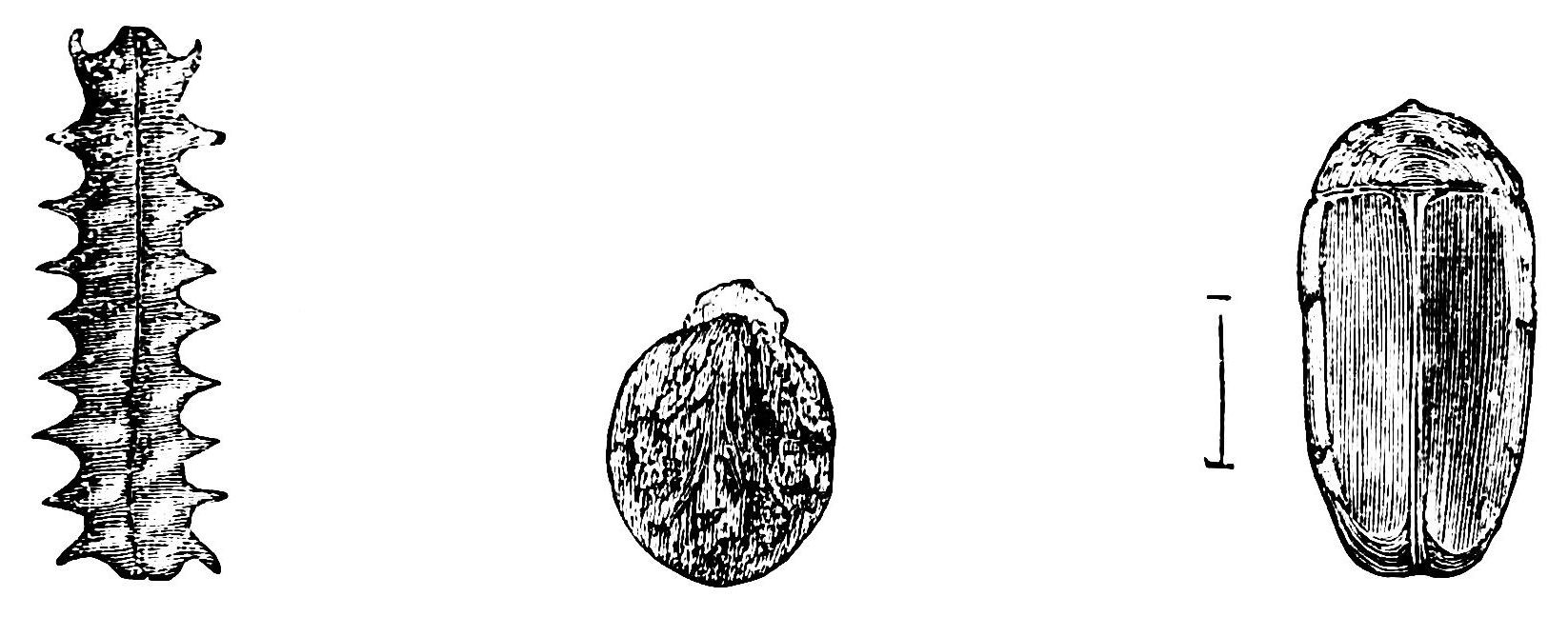